# Mala tukalica
Mala tukalica (znanstveno ime Zapornia parva) je ptič iz družine tukalic, ki gnezdi v zaraščenih mokriščih po vzhodni Evropi in v delih Evrope ter Azije, prezimuje pa v Severni Afriki.

## Opis
Odrasle ptice dosežejo v dolžino med 17 in 19 cm, nekoliko manj kot grahasta tukalica, od katere se mala tukalica loči po obarvanosti perja. Kljun je raven, kratek in rumene barve, baza je rdeča. Zeleno obarvane noge z dolgimi prsti so prilagojene hoji po razmočenem terenu. Rep je kratek. Pri tej vrsti je značilen spolni dimorfizem, saj so samci mnogo vpadljivejše obarvani od samic. Glavna hrana male tukalice so majhne žuželke in vodne živali. Samice v gnezdo, ki ga spletejo med trstičevjem odložijo med 4 in 7 jajc.